# Nirvana (EP)
Nirvana é o primeiro extended play (EP) do cantor-compositor britânico Sam Smith. Foi lançado em 4 de outubro de 2013 no Reino Unido pela gravadora PMR Records e em 28 de janeiro de 2014 nos Estados Unidos pela Capitol Records. "Safe With Me" e "Nirvana" alcançaram as colocações de números 86 e 97 da UK Singles Chart, respectivamente.

## Antecedentes e composição
Em 2012, Sam Smith colaborou com Disclosure no single "Latch", distribuído em 8 de outubro do mesmo ano e que alcançou a posição de número onze na UK Singles Chart. Em 2013, colaborou com Naughty Boy no single "La La La". Lançado em 19 de maio de 2013, a música alcançou a primeira colocação das paradas padrões da Itália e do Reino Unido, tendo situado-se ainda entre as dez primeiras posições da Alemanha, Austrália, Áustria, Bélgica, Dinamarca, Espanha, Finlândia, França, Holanda, Irlanda, Noruega, Nova Zelândia e Suíça. Depois de sua aparição em faixas de outros artistas, Sam Smith lançou seu primeiro trabalho solo, Nirvana.
A versão britânica do extended play (EP) contém quatro faixas. A primeira, "Safe With Me", uma faixa produzida por Two Inch Punch e que estrou no programa de MistaJam na BBC Radio 1Xtra em 24 de julho de 2013. A faixa-título, "Nirvana", foi produzida por Craze & Hoax e Jonathan Creek. A terceira música é uma versão acústica solo de sua parceria com Disclosure, "Latch" e a última faixa é uma versão ao vivo de "I've Told You Now". Na versão norte-americana, o EP contém outras três faixas, sendo sua colaboração com Disclosure, Nile Rodgers & James Napie em "Together", "Money on My Mind" e uma remistura de "Nirvana" feita por Harry Fraud.
Em entrevista à BBC Radio 1 ele disse que as canções do EP foram "experimentais" e poderiam não aparecer em seu álbum de estreia In the Lonely Hour.

## Lista de faixas
| N.º | Título                                              | Compositor(es)                                            | Produtor(es)                      | Duração |  |
| 1.  | "Safe with Me"                                      | Sam Smith, Ben Ash                                        | Two Inch Punch                    | 3:04    |  |
| 2.  | "Nirvana"                                           | Smith, James Napier, Harry Craze, Hugo Chegwin, Anup Paul | Craze & Hoax, Jonathan Creek (co) | 3:22    |  |
| 3.  | "I've Told You Now" (Live at St Pancras Old Church) | Smith, Eg White                                           |                                   | 4:00    |  |
| 4.  | "Latch" (acústica)                                  | Smith, Howard Lawrence, Guy Lawrence, Napier              |                                   | 3:41    |  |

| Edição norte-americana |                                                                 |                                                             |                                   |         |  |
| N.º                    | Título                                                          | Compositor(es)                                              | Produtor(es)                      | Duração |  |
| 5.                     | "Together" (Disclosure, Sam Smith, Nile Rodgers & James Napier) | Nile Rodgers, James Napier, H. Lawrence, G. Lawrence, Smith |                                   | 2:22    |  |
| 6.                     | "Money on My Mind"                                              | Smith, Ash                                                  | Two Inch Punch                    | 3:14    |  |
| 7.                     | "Nirvana" (Harry Fraud remix)                                   | Smith, Napier, Craze, Chegwin, Paul                         | Craze & Hoax, Jonathan Creek (co) | 3:17    |  |

## Desempenho nas tabelas musicais
| Tabela (2014)                    | Melhor posição |
| -------------------------------- | -------------- |
| Estados Unidos (Billboard 200)   | 126            |
| Estados Unidos (Top Heatseekers) | 1              |

## Histórico de lançamento
| País           | Data                  | Formato                 | Editora discográfica |
| -------------- | --------------------- | ----------------------- | -------------------- |
| Reino Unido    | 4 de outubro de 2013  | Download digital, Vinyl | PMR Records          |
| Estados Unidos | 28 de janeiro de 2014 | Download digital        | Capitol Records      |